# Station Balbinka
Station Balbinka is een spoorwegstation in de Poolse plaats Poznań.